# Philgamia hibbertioides
Philgamia hibbertioides là một loài thực vật có hoa trong họ Malpighiaceae. Loài này được Baill. miêu tả khoa học đầu tiên năm 1894.